# الاسموسائورید
الاسموسائورید(نام علمی: Elasmosauridae) نام یک تیره از راسته پلسیوسور است.